# Peccati a Venezia
Pour plus de détails, voir Fiche technique et Distribution.
Peccati a Venezia est un film dramatique italien réalisé par Amasi Damiani et sorti en 1980.

## Synopsis
Dans une Venise décadente, dans la villa où vivent Melissa, une belle femme dans la fleur de l'âge, son cousin Gianni et sa tante Adele, âgée et paralysée, arrive la jeune Franca, une amie de la famille. En peu de temps, la vie de ces trois personnes est bouleversée : Melissa, qui désire secrètement Gianni, ne peut supporter qu'il tourne ses attentions vers la belle invitée, mais sa tante, qui assiste impuissante à leurs ébats (Franca tente même de séduire Melissa), est encore plus bouleversée. Lorsque la tante, ne tolérant pas le comportement impudique de Franca, lui assène une gifle, elle perd connaissance et tombe sur le sol. Convaincue de l'avoir tuée, Melissa jette son corps à la mer avec l'aide de Gianni.
Le commissaire chargé de l'enquête se rend immédiatement compte que quelque chose ne tourne pas rond dans cette histoire : en réalité, Franca, une patiente cardiaque, est morte de la frayeur provoquée par l'intrusion soudaine de sa tante paralysée et muette dans sa chambre. 

## Fiche technique
- Titre original italien : Peccati a Venezia[1]
- Réalisateur : Amasi Damiani
- Scénario : Amasi Damiani, Alberto Damiani
- Photographie : Franco Villa (it)
- Montage : Franco Malvestito
- Musique : Nedo Benvenuti
- Décors et costumes : Adriana Lamacchia
- Production : Claudio Faustini
- Sociétés de production : Sidaf
- Société de distribution : M.M. Cinematografica (Italie)
- Pays de production :  Italie
- Langue originale : italien
- Format : Couleurs
- Durée : 90 minutes
- Genre : Drame
- Dates de sortie :
  - Italie : 1980 (visa délivré le 7 juin 1980)

## Distribution
- Marisa Mell : Melissa
- Gianni Dei : Gianni Orti, le cousin de Melissa
- Leonora Fani : Franca Faccenda
- Gino Cassani : comm. Frangipane
- Dora Calindri : tante Adèle
- Laura Levi : la femme de chambre
- Mario De Rosa
- Giovanni Morosi
- Giancarlo Viola : amant de Franca